# Haslach-Mindel-Interglazial
Das Haslach-Mindel-Interglazial (auch Haslach-Mindel-Warmzeit) ist eine Warmzeit des Pleistozäns der Alpen. Es liegt zwischen Haslach- und Mindel-Kaltzeit.

## Gliederung
Das Haslach-Interglazial ist definiert als Erosionsphase, die auf die Haslach-Kaltzeit folgt und der Mindel-Kaltzeit voranging. Sie entspricht damit der Schichtlücke zwischen den Haslacher Schottern und den Tannheim-Laupheimer Schottern nordöstlich des Rheingletschers. Zeugnisse für Erosion während des Interglazials sind wenig ausgeprägt.
Das Interglazial ist möglicherweise mit dem MIS 13 zu korrelieren. In diesem Fall hätte es ein Alter von etwa 480.000 Jahren. Das Haslach-Mindel-Interglazial entspräche in diesem Fall zumindest teilweise dem Zeitabschnitt, in dem die schweizerischen großen Vergletscherungen stattfanden.
Die Definition des Interglazials wirft Probleme auf, da sie die aufgrund von Schotterablagerungen definierte Haslach-Kaltzeit in Beziehung setzt zur Mindel-Kaltzeit, die auf Grund von sicher durch Gletscher verursachten Ablagerungen definiert wurde. Es ist für die Schotter bisher nicht klar bewiesen, dass sie als Teil einer Glazialen Serie abgelagert wurden, da Moränen der Haslach-Kaltzeit nicht sicher nachgewiesen sind. Die geringen Höhenunterschiede zwischen den als Haslach eingestuften Terrassenschottern und den Mindel-Schottern im Typusgebiet sowie die geschilderte Unsicherheit des Zusammenhangs der Haslach-Schotter mit Gletscherablagerungen – es kommen auch tektonische Ursachen wie eine Hebungsphase der Alpen in Frage – haben dazu geführt, dass in Anlehnung an die Benennung des Cromer-Komplexes für die gesamte Folge der haslach- und mindelzeitlichen Geländeformen und Ablagerungen die Bezeichnung Haslach-Mindel-Komplex vorgeschlagen wurde.